# Clostera albosigma
Clostera albosigma är en fjärilsart som beskrevs av Fitch 1855. Clostera albosigma ingår i släktet Clostera och familjen tandspinnare. Inga underarter finns listade i Catalogue of Life.

## Bildgalleri

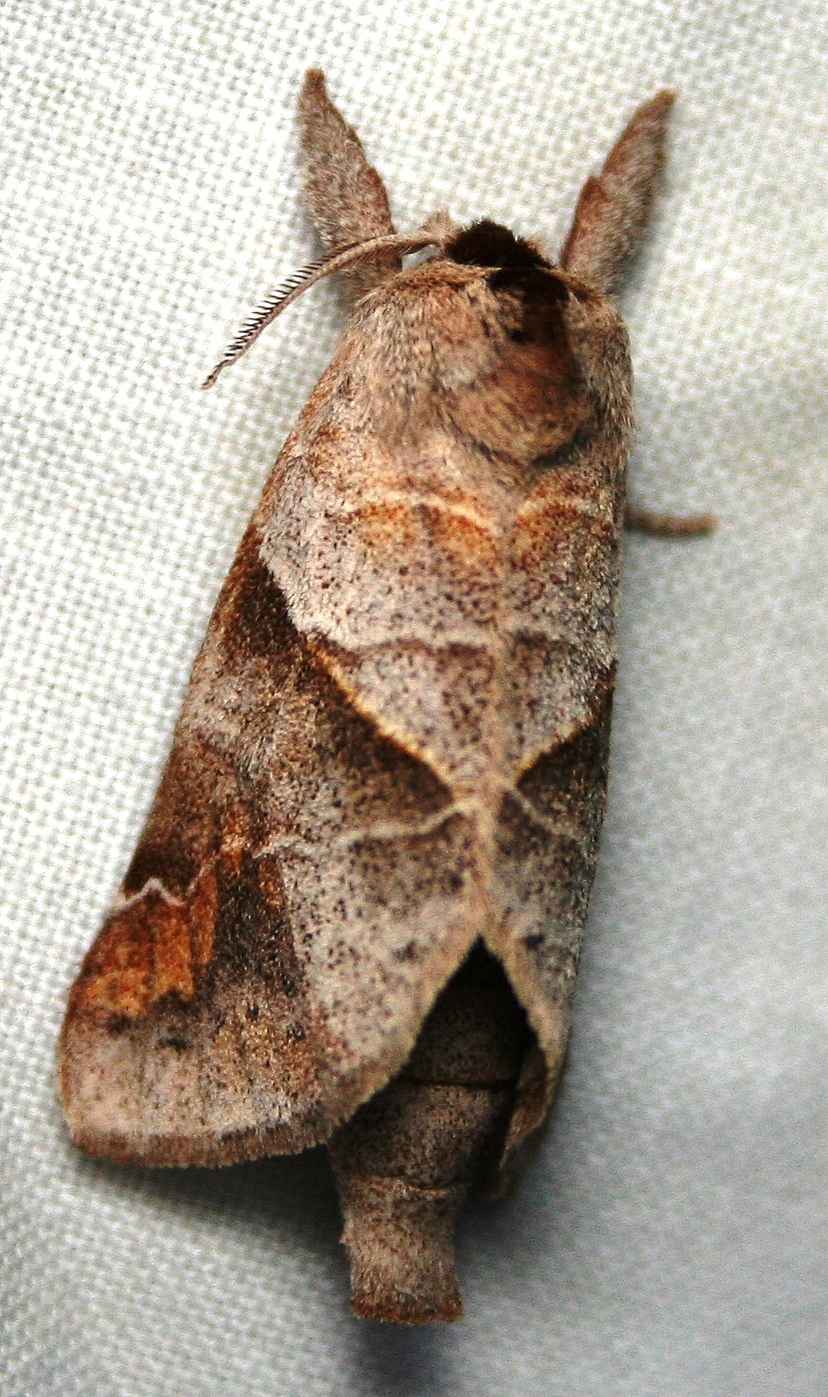